# 哈玛站
哈玛站是位于吉林省前郭尔罗斯蒙古族自治县境内的一个铁路车站，邮政编码131101。车站建于1971年，有长白铁路经过该站，现办理客货运业务，车站及其上下行区间均已电气化。车站距离长春站125公里，隶属沈阳铁路局，是五等站。